# Wortioksetyna
Wortioksetyna – organiczny związek chemiczny, pochodna arylopiperazyny, stosowany jako lek przeciwdepresyjny. Wprowadzony na rynek w 2013 roku przez koncerny farmaceutyczne Lundbeck i Takeda pod nazwą Brintellix.

## Mechanizm działania
Wortioksetyna jest modulatorem i stymulatorem przekaźnictwa serotoninergicznego w złożonym mechanizmie działania: hamuje wychwyt zwrotny serotoniny (SERT), jest częściowym agonistą receptorów serotoninergicznych 5-HT1A i 5-HT1B, oraz antagonistą receptorów 5-HT3, 5-HT1D i 5-HT7.
Profil receptorowy wortioksetyny:
| - transporter serotoniny (SERT) (Ki = 1,6 nM) - transporter noradrenaliny (NET) (Ki =113 nM) - 5-HT1A (Ki = 15 nM) - 5-HT1B (Ki = 33 nM) - 5-HT1D (Ki = 54 nM) - 5-HT3A (Ki = 3,7 nM) - 5-HT7 (Ki = 19 nM) - β1 (Ki = 46 nM) |

## Wskazania
FDA zatwierdziła wortioksetynę do leczenia dużej depresji u dorosłych. Lek otrzymał rejestrację w Europie w tym samym wskazaniu.
Trwają badania nad jej skutecznością w leczeniu zespołu lęku uogólnionego.

## Preparaty
- Brintellix (Lundbeck) – tabletki 5, 10, 15 i 20 mg, krople doustne 20 mg/mL[7]